# ۳۰۰ اسپارتان
۳۰۰ اسپارتان یا ۳۰۰ اسپارتی (به انگلیسی: The 300 Spartans) فیلمی محصول سال ۱۹۶۲ و به کارگردانی رودولف ماته است. در این فیلم بازیگرانی همچون ریچارد ایگن، رالف ریچاردسون، دایان بیکر، بری کو، دیوید فرار، دونالد هوستون، آنا سینودینو، کیرون مور، جان کراوفورد، رابرت براون، لورنس نیسمیت و ایوان تریسولت ایفای نقش کرده‌اند.این فیلم نبرد ترموپیل را به تصویر می‌کشد.